# Ідеальний газ
Ідеа́льний газ ─ з позиції молекулярно-кінетичної теорії ─ являє собою теоретичну (математичну, фізичну) модель газу, в якій передбачається, що:
1. потенціальною енергією взаємодії матеріальних часток, що складають газ, можна знехтувати в порівнянні з їх кінетичною енергією;
2. сумарний об'єм частинок газу дуже малий або ним можна знехтувати;
3. між частинками немає далекодіючих сил тяжіння або відштовхування, зіткнення часток між собою і зі стінками посудини абсолютно пружні (відсутня кінетична енергія);
4. час взаємодії між частинками дуже малий в порівнянні із середнім часом між зіткненнями.

Існує ще розширена модель ідеального газу.

## Вчення та моделі
Вчення про Ідеа́льний газ (ідеальні гази) сходить до відкритих в результаті не цілком точних експериментальних досліджень в XVII ─ XIX століттях газових законів Бойля ─ Маріотта, Гей-Люссака і Шарля, а також сформульованому Бенуа Клапейроном на їх основі об'єднаному рівнянню газового стану. В ті часи вважалося, що гази, на відміну від пари, не скраплюються і зберігають свій газоподібний стан у будь-якому температурному діапазоні. Розвиток кріогенної техніки спростував ці уявлення. Проте, газові закони збереглися в термодинаміці і в її технічних застосуваннях як принципово важливі закони ідеальних газів ─ граничних (практично недосяжних) станів реальних газів.
Під ідеальними газами в класичній термодинаміці маються на увазі гіпотетичні (реально не існуючі) гази, що строго підкоряються законам Бойля ─ Маріотта, Гей-Люссака і, відповідно, ─ рівнянню газового стану Клапейрона.  (Рівняння Клапейрона також було теоретично виведене при деяких припущеннях на основі молекулярно — кінетичної теорії газів).
У розширеній моделі ідеального газу частинки, з якого він складається, мають форму пружних сфер або еліпсоїдів, що дозволяє враховувати енергію не тільки поступального, а й обертально-коливального руху, а також не тільки центральні, а й нецентральні зіткнення частинок..

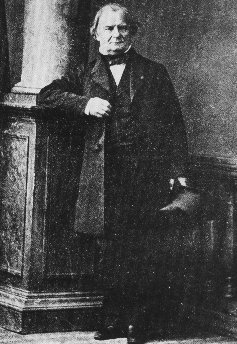
Клапейрон вперше сформулював рівняння ідеального газу

## Історія
Історія виникнення поняття про ідеальний газ безпосередньо пов'язана з успіхами експериментальної фізики, початок яким було покладено в XVII столітті. У 1643 р. Еванджеліста Торрічеллі вперше довів, що повітря має вагу (масу), і спільно з В. Вівіані провів дослід з вимірювання атмосферного тиску за допомогою запаяної з одного кінця скляної трубки, заповненої ртуттю. Так з'явився на світ перший ртутний барометр. У 1650 р. німецький фізик Отто фон Ґеріке винайшов вакуумне відкачування і провів в 1654 р. знаменитий експеримент із магдебурзькими півкулями, яким наочно підтвердив існування атмосферного тиску. Інший експеримент здійснив англійський фізик Роберт Бойль, на підставі якого в 1662 р. був сформульований газовий закон, названий згодом законом Бойля ─ Маріотта, у зв'язку з тим, що французький фізик Едм Маріотт в 1679 р. провів аналогічне незалежне дослідження.
У 1802 році французький фізик Жозеф Луї Гей-Люссак опублікував в пресі закон об'ємів (що називається в російськомовній літературі законом Гей-Люссака), проте сам Гей-Люссак вважав, що відкриття було зроблене Жаком Шарлем в неопублікованій роботі, що належить до 1787 року. Незалежно від них цей закон був відкритий в 1801 році англійським фізиком Джоном Дальтоном. Крім того, якісно, він був описаний французьким вченим Гійомом Амонтоном наприкінці XVII століття. Гей-Люссак також встановив, що коефіцієнт об'ємного розширення однаковий для усіх газів, попри загальноприйняту думку, що різні гази розширюються при нагріванні по-різному. 1834 року Бенуа Клапейрон об'єднав обидва ці закони в одне рівняння газового стану — рівняння Клапейрона, різновид якого часто називають у російськомовних джерелах рівнянням Клапейрона — Менделєєва.. Експериментальні дослідження фізичних властивостей реальних газів в ті роки були недостатньо точними і проводилися в умовах, що не дуже відрізнялися від нормальних (температура 0 ℃, тиск 760 мм рт. стовпчика). Передбачалося також, що газ, на відміну від пари, є субстанцією, незмінною у будь-яких фізичних умовах.
Першого удару за цими уявленнями завдало зріджування хлору в 1823 р. Надалі з'ясувалося, що реальні гази насправді є перегріті пари, досить віддалені від областей конденсації і критичного стану. Будь-який реальний газ може бути перетворений на рідину шляхом конденсації, або шляхом безперервних змін однофазного стану. Таким чином реальні гази являють собою один з агрегатних станів відповідних простих тіл, а точним рівнянням стану газу може бути рівняння стану простого тіла. Не дивлячись на це, газові закони збереглися в термодинаміці та в її технічних застосуваннях як закони ідеальних газів ─ граничних (практично недосяжних) станів реальних газів. Уперше поняття «Ідеальний газ» було введене Р. Клаузіусом..
Розрізняють три типи ідеального газу[джерело?]:
- Класичний ідеальний газ або газ Максвелла — Больцмана.
- Ідеальний квантовий газ Бозе (складається з бозонів). (Див. Статистика Бозе — Ейнштейна).
- Ідеальний квантовий газ Фермі (складається з ферміонів). (Див. Статистика Фермі — Дірака).

## Термодинаміка класичного ідеального газу
Термодинамічні властивості ідеального газу можна описати такими двома рівняннями: Стан класичного ідеального газу описується рівнянням стану ідеального газу:
{\displaystyle PV=nRT=Nk_{B}T\,}
Внутрішня енергія ідеального газу описується наступним рівнянням:
{\displaystyle U={\hat {c}}_{V}nRT={\hat {c}}_{V}Nk_{B}T}
де {\displaystyle {\hat {c}}_{V}} є константою (рівною, наприклад, 3/2 для одноатомного газу) і
- U — внутрішня енергія (вим. у джоулях)
- P — тиск (паскаль)
- V — об'єм (метр кубічний)
- n — кількість речовини (моль)
- R — газова стала (джоуль на моль на градус Кельвіна)
- T — абсолютна температура (градуси Кельвіна)
- N — кількість молекул
- kB — стала Больцмана (джоуль на градус Кельвіна на молекулу)

Інші термодинамічні величини для одноатомного ідеального газу:
Вільна енергія:
{\displaystyle F=-Nk_{B}T\left({\text{ln}}\,\left[{\frac {V}{N}}\left({\frac {mk_{B}T}{2\pi \hbar ^{2}}}\right)^{3/2}\right]+1\right)},
де m — маса атома газу, {\displaystyle \hbar } — приведена стала Планка.
Хімічний потенціал
{\displaystyle \mu =k_{B}T{\text{ln}}\,\left[{\frac {N}{V}}\left({\frac {2\pi \hbar ^{2}}{mk_{B}T}}\right)^{3/2}\right]}

## Термодинаміка фермі-газу
Фермі-газ утворений з ферміонів — частинок, які не можуть перебувати в станах з однаковими квантовими числами. Ферміони підкоряються статистиці Фермі — Дірака. Прикладом ідеального Фермі-газу є електрони в металах.
Рівняння стану Фермі-газу записується в параметричному вигляді де параметром є величина хімічного потенціалу μ.
{\displaystyle P={\frac {g{\sqrt {2}}m^{3/2}(k_{B}T)^{5/2}}{3\pi ^{2}\hbar ^{3}}}\int _{0}^{\infty }{\frac {z^{3/2}dz}{e^{z-\mu /k_{B}T}+1}}\,},
{\displaystyle N={\frac {gVm^{3/2}}{{\sqrt {2}}\pi ^{2}\hbar ^{3}}}\int _{0}^{\infty }{\frac {{\sqrt {z}}dz}{e^{z-\mu /k_{B}T}+1}}},
Інші позначення в цій формулі: g — фактор виродження (2 для електронів, у яких спін 1/2), {\displaystyle \hbar } — зведена стала Планка. Міняючи параметр μ і обчислюючи інтеграли, можна побудувати залежність тиску від об'єму для будь-якої температури й будь-якого числа частинок.
При високих температурах Фермі-газ поводить себе аналогічно класичному газу. Перша поправка до рівняння стану має вигляд:
{\displaystyle PV=Nk_{B}T\left(1+{\frac {\pi ^{3/2}}{2g}}{\frac {N\hbar ^{3}}{V(mk_{B}T)^{3/2}}}\right)}.
Таким чином, тиск при тому ж об'ємі для фермі-газу збільшується завдяки зумовленому принципом Паулі відштовхуванню між частками.
При низьких температурах та високих густинах фермі-газ стає виродженим, і втрачає схожість із класичним ідеальним газом. Умова виродження задається нерівністю:
{\displaystyle T\ll T_{F}={\frac {\hbar ^{2}}{k_{B}m}}\left({\frac {N}{V}}\right)^{2/3}}.
Температура {\displaystyle T_{F}} називається температурою виродження.
При виконанні цієї умови рівняння стану ідеального електронного газу має вигляд:
{\displaystyle P={\frac {(3\pi ^{2})^{2/3}}{5}}{\frac {\hbar ^{2}}{m}}\left({\frac {N}{V}}\right)^{5/3}}.
Це рівняння справедливе також і для абсолютного нуля температури. Тиск виродженого Фермі-газу не залежить від температури.

## Термодинаміка Бозе-газу
Ідеальний Бозе-газ складається з бозонів. Відмінність від класичного газу в тому, що бозони неможливо жодним чином відрізнити один він одного і пронумерувати. Поведінка бозонів описується статистикою Бозе-Ейнштейна. Прикладом системи, яка складається з бозонів є світло.
Рівняння стану ідеального Бозе-газу записується у параметричному вигляді, який відрізняється від рівняння стану Фермі-газу лише знаком перед одиницею в знаменнику:
{\displaystyle P={\frac {g{\sqrt {2}}m^{3/2}(k_{B}T)^{5/2}}{3\pi ^{2}\hbar ^{3}}}\int _{0}^{\infty }{\frac {z^{3/2}dz}{e^{z-\mu /k_{B}T}-1}}\,},
{\displaystyle N={\frac {gVm^{3/2}}{{\sqrt {2}}\pi ^{2}\hbar ^{3}}}\int _{0}^{\infty }{\frac {{\sqrt {z}}dz}{e^{z-\mu /k_{B}T}-1}}},
де хімічний потенціал {\displaystyle \mu \leq 0}.
При високих температурах Бозе-газ поводить себе подібно до класичного газу. Перша поправка до рівняння стану
{\displaystyle PV=Nk_{B}T\left(1-{\frac {\pi ^{3/2}}{2g}}{\frac {N\hbar ^{3}}{V(mk_{B}T)^{3/2}}}\right)}.
Тиск при тому ж об'ємі менший за тиск класичного газу, немов між частками Бозе-газу діє ефективне притягання.
При низьких температурах Бозе-газ вироджується, переходячи в конденсат Бозе — Ейнштейна.
Для Бозе-конденсату рівняння стану записується у вигляді:
{\displaystyle P=0,0851g{\frac {m^{3/2}(k_{B}T)^{5/2}}{\hbar ^{3}}}}.
Тиск у ньому не залежить від об'єму.